# Thourioï
Sauf précision contraire, les dates de cet article sont sous-entendues « avant l'ère commune » (AEC), c'est-à-dire « avant Jésus-Christ ».
Thourioï, Thurii ou Thurium, en grec ancien Θούριοι, est une ville de la Grande-Grèce sur le Golfe de Tarente, sur le site antérieur de Sybaris dont le projet de refonder une ville remonte à 452 av. J.-C., dû aux descendants d'exilés de Sybaris qui souhaitaient repeupler ce site, ruiné et inondé une soixantaine d'années auparavant, en 510 av. J.-C.

## Histoire

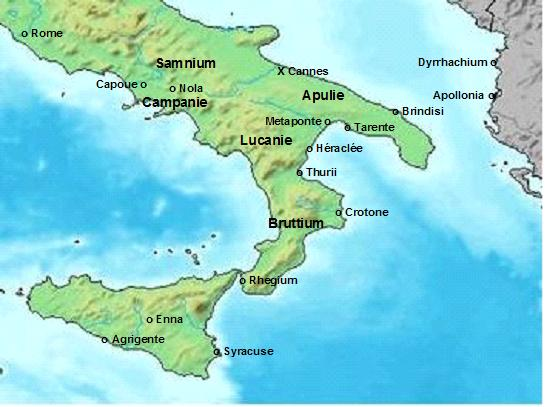
Thurii dans la baie de Tarente.

### Légende
Philoctète, après la prise de Troie, se rendit en Calabre, où il bâtit la ville de Pétilie et y fut guéri de son ulcère, à la suite de quoi on lui attribue la fondation de Thurium.

### Période grecque
Une colonie panhellénique est fondée entre 446 et 443, sur les ruines de l'ancienne Sybaris. Le fondateur officiel, qu’on désignait en grec ancien du nom d’οἰκιστής / oikistès, fut l’Athénien Lampôn. Participent notamment à cette colonisation l'historien Hérodote, l'orateur Lysias et Hippodamos de Milet qui dresse les plans de la nouvelle cité. Diogène Laërce indique que le fameux sophiste Protagoras d’Abdère a été choisi par les  habitants de Thourioï pour rédiger la constitution démocratique et le code de lois de cette cité, que nous décrit par ailleurs Diodore de Sicile.
Les historiens modernes pensent que la fondation de Thourioï serait issue de la politique extérieure de Périclès, durant une période d'« impérialisme athénien », mais cette théorie apparaît douteuse, tant les incertitudes pèsent sur l’histoire intérieure d’Athènes vers 446-443. Thourioï voulut rompre avec le passé sybarite et les descendants des Sybarites en furent exclus, les nouveaux colons craignant leurs ambitions. Les colons étaient donc originaires des cités de la mer Égée alors sous domination d'Athènes au travers de la ligue de Délos. Le panhellénisme de cette colonie est donc improbable : par exemple, les Spartiates refusèrent d'envoyer des colons à Thourioï, et les Corinthiens se montrèrent hostiles à cette colonisation qui menaçait leurs intérêts.

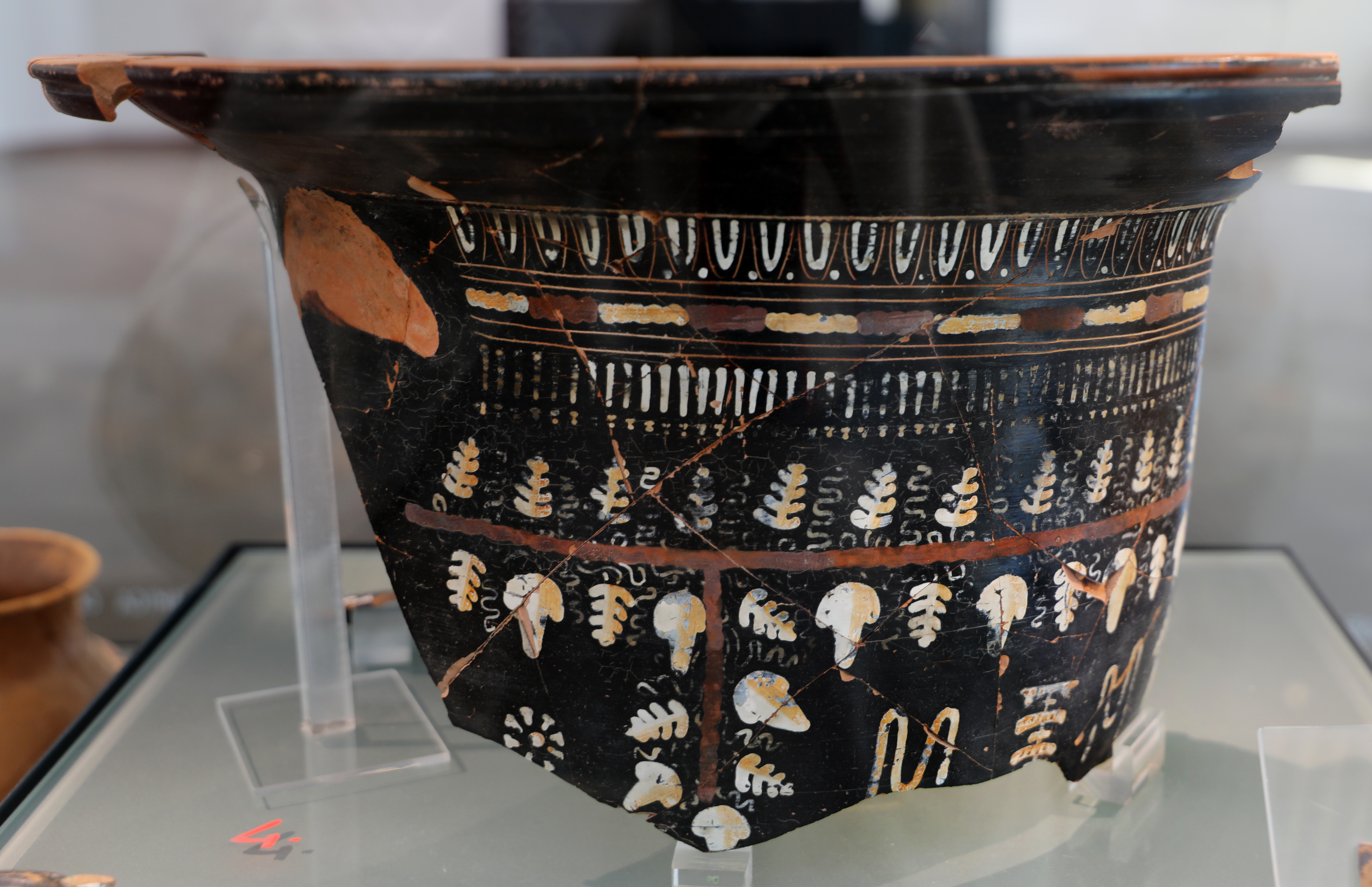

Les citoyens de Thourioï étaient divisés en dix tribus selon leurs origines : quatre tribus étaient formées de Péloponnésiens, deux de citoyens originaires de Grèce centrale, deux autres composées d’Ioniens d'Anatolie, une de citoyens insulaires et enfin une tribu formée d’Athéniens. Chaque tribu eut un des douze quartiers de la ville. L’année même de sa fondation, Thourioï fut en guerre avec Tarente, sans qu’Athènes ni Sparte n’interviennent dans le conflit. Thourioï ne cessa d’être une cité indépendante.
C’est probablement après le désastre d’Athènes à Syracuse, en 413 av. J.-C., qu’eut lieu à Thourioï un changement de régime politique consécutif à une révolution sociale que décrit Aristote. Thourioï passe alors d’une forme oligarchique d’aristocratie, à une forme de démocratie. « Comme l’accès aux magistratures dépendait d’un cens trop élevé, l’évolution aboutit à une réduction du cens et à une multiplication des charges » ; les notables, qui s’étaient approprié illégalement la totalité des terres pour mieux s’enrichir, furent contraints d’abandonner leurs surplus de terres sous la pression du peuple qui « réussit à l’emporter sur les milices de garnison ».

### Période romaine
Comme tout le reste de l'Italie, Thurii fut conquise par les Romains lors de leur expansion en Italie, après la guerre contre Pyrrhus en 272 av. J.-C.
Spartacus passa deux fois à Thurii avec son armée lors de la troisième guerre servile (-73 - -71), d'abord lors du pillage de la Lucanie après que son armée eut quitté la Campanie, avant de partir vers le nord; puis lors du retour vers le sud, avant de partir pour la Calabre.

## Lois de Thourioï
Stobée rapporte une loi de Thourioï sur l’ingérence du voisinage en cas d’aliénation foncière et une autre d’Enos sur les droits du propriétaire, issues du Traité des lois : à Thourioï, lors d’un contrat d’aliénation foncière, le vendeur et l’acheteur sont obligés de donner à trois des plus proches voisins une pièce de monnaie à chacun en attestation et témoignage du contrat, auquel ils sont personnellement étrangers. Les trois voisins peuvent être légalement sanctionnés s’ils refusent de recevoir la pièce de monnaie, s’ils la reçoivent deux fois du même vendeur, ou s’ils refusent d’attester le droit de l’acheteur après l’avoir reçue.

## Site archéologique

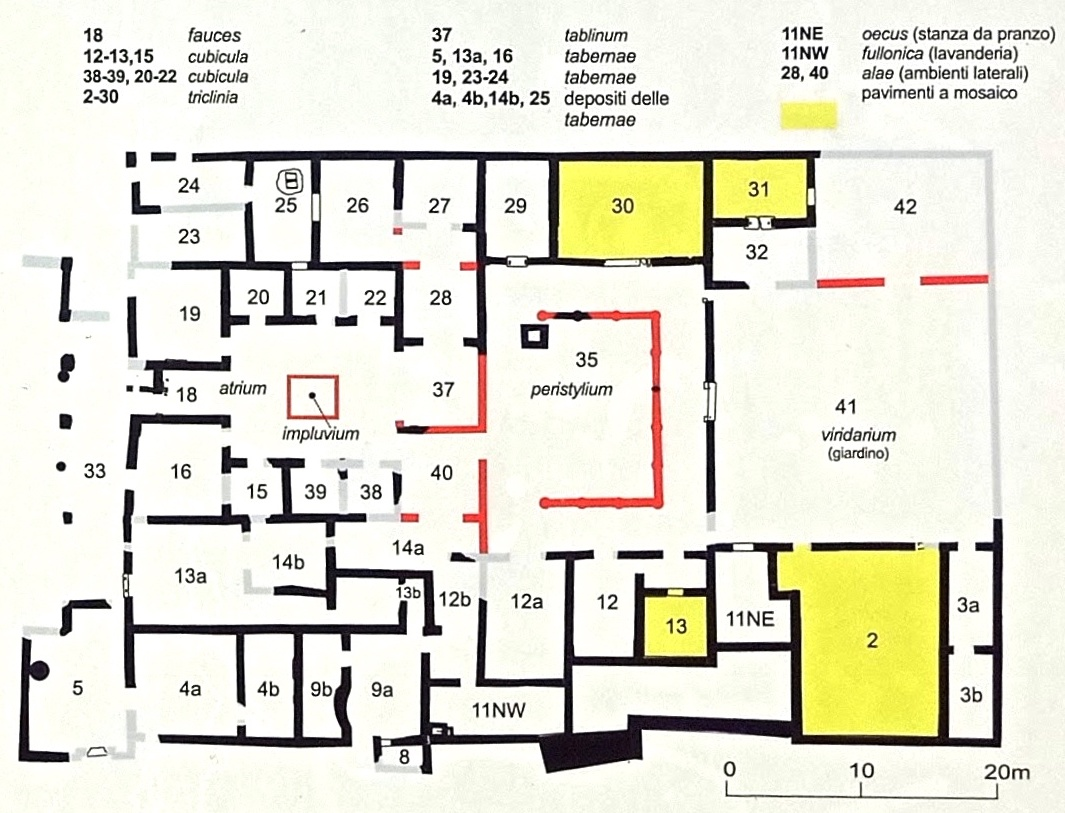
Plan du domus de Thourioï

Une maison se distingue par ses dimensions et sa décoration : la grande domus située derrière le Théâtre, sans doute l'un des édifices privés les plus somptueux de la ville romaine. Il a été construit à la fin de l'ère républicaine (Ier siècle av. J.-C.) et a survécu jusqu'au Ve siècle grâce à une série d'agrandissements et de transformations qui ont progressivement modifié son agencement. La monumentalité et la splendeur de la maison ont atteint leur apogée entre le Ier et IIIe siècles  alors qu'à partir du IVe siècle, des signes tangibles de déclin sont visibles.
Les objets trouvés lors des fouilles archéologiques sont exposés au musée archéologique se trouvant dans le parc archéologique des Sybaris.

### Sources
- Diogène Laërce, Vies, doctrines et sentences des philosophes illustres [détail des éditions] (lire en ligne).
- Florilèges de Jean Stobée
- Museo archeologico nazionale della Sibaritide (it)